# Konkurs Sopot Festival 2002
39. Sopot Festival odbył się 23–24 sierpnia 2002 roku, w Operze Leśnej. Konkurs prowadzili Artur Orzech, Magda Mołek i Tomasz Kammel. Wygrała Irena Santor z utworem Jeszcze kochasz mnie.

## Finał (dzień międzynarodowy)
|    | Kraj      | Język            | Wykonawca           | Tytuł                    | Miejsce | Punkty |
| -- | --------- | ---------------- | ------------------- | ------------------------ | ------- | ------ |
| 01 | Polska    | język polski     | Golec uOrkiestra    | Pędzą konie              | 6       | 16     |
| 02 | Francja   | język włoski     | I Muvrini           | Umani                    | 5       | 18     |
| 03 | Hiszpania | język hiszpański | Chico & The Gypsies | Bamboleo                 | 2       | 40     |
| 04 | Polska    | język polski     | Irena Santor        | Jeszcze kochasz mnie     | 1       | 46     |
| 05 | Włochy    | język włoski     | Zucchero            | Spirit cavallo selvaggio | 4       | 28     |
| 06 | Kanada    | język francuski  | Garou               | Je n’attendais que vous  | 3       | 37     |

|            |                                                            | Głosy w finale |           |    |        |    |    |
| PUNKTY     | Polska                                                     | Francja        | Hiszpania | }  | Kanada |    |    |
| Uczestnicy | Polska Golec uOrkiestra                                    | 16             | 12        | 1  | 1      | 1  | 1  |
| Uczestnicy | Francja                                                    | 18             | 10        | 2  | 2      | 2  | 2  |
| Uczestnicy | Hiszpania                                                  | 40             | 2         | 8  | 12     | 8  | 10 |
| Uczestnicy | Polska Irena Santor                                        | 46             | 8         | 12 | 8      | 10 | 8  |
| Uczestnicy | Włochy                                                     | 28             | 4         | 4  | 4      | 12 | 4  |
| Uczestnicy | Kanada                                                     | 37             | 1         | 10 | 10     | 4  | 12 |
| Uczestnicy | Kraje w tabeli są uporządkowane w kolejności występowania. |                |           |    |        |    |    |